# Всеобщие выборы в Сальвадоре (1994)
Всеобщие выборы в Сальвадоре проходили 20 марта (парламентские и 1-й тур президентских) и 24 апреля (2-й тур президентских) 1994 года. В результате на президентских выборах победу одержал кандидат Националистического республиканского альянса Армандо Кальдерон Соль, а на парламентских — его партия. Явка составила 50 % в 1-м туре и 45,5 % — во 2-м туре президентских выборов и 53,1 % — на парламентских.

## Результаты

### Президентские выборы
| Кандидат                               | Партия                                                                            | 1-й тур   | 1-й тур | 2-й тур   | 2-й тур |
| Кандидат                               | Партия                                                                            | Votes     | %       | Votes     | %       |
| -------------------------------------- | --------------------------------------------------------------------------------- | --------- | ------- | --------- | ------- |
| Армандо Кальдерон Соль                 | Националистический республиканский альянс                                         | 641 108   | 49,0    | 818 264   | 68,3    |
| Рубен Замора                           | Фронт национального освобождения имени Фарабундо Марти — Демократическое согласие | 325 582   | 24,9    | 378 980   | 31,7    |
| Фидель Чавес Мена                      | Христианско-демократическая партия                                                | 214 277   | 16,4    |           |         |
| Роберто Эскобар Гарсиа                 | Национальная коалиционная партия                                                  | 70 504    | 5,4     |           |         |
| Хорхе Мартинес                         | Движение единства                                                                 | 31 502    | 2,4     |           |         |
| Эдгардо Родригес Энгельхард            | Движение национальной солидарности                                                | 13 841    | 1,1     |           |         |
| Рина Виктория Эскаланте де Рей Прендес | Настоящее демократическое христианское движение                                   | 10 843    | 0,8     |           |         |
| Недействительных/пустых бюллетеней     | Недействительных/пустых бюллетеней                                                | 103 663   | -       | 48 976    | -       |
| Всего                                  | Всего                                                                             | 1 411 320 | 100     | 1 246 220 | 100     |
| Источник: Nohlen                       |                                                                                   |           |         |           |         |

### Выборы в Законодательное собрание
| Партия                                                 | Голоса    | %     | Места | +/-   |
| ------------------------------------------------------ | --------- | ----- | ----- | ----- |
| Националистический республиканский альянс              | 605 775   | 45,03 | 39    | 0     |
| Фронт национального освобождения имени Фарабундо Марти | 287 811   | 21,39 | 21    | новая |
| Христианско-демократическая партия                     | 240 451   | 17,87 | 18    | -8    |
| Национальная коалиционная партия                       | 83 520    | 6,21  | 4     | -5    |
| Демократическое согласие                               | 59 843    | 4,45  | 1     | -7    |
| Движение единства                                      | 33 510    | 2,49  | 1     | новая |
| Движение национальной солидарности                     | 12 827    | 0,95  | 0     | новая |
| Настоящее демократическое христианское движение        | 12 109    | 0,90  | 0     | -1    |
| Национальное революционное движение                    | 9 431     | 0,70  | 0     | новая |
| Недействительных/пустых бюллетеней                     | 108 022   | -     | -     | -     |
| Всего                                                  | 1 453 299 | 100   | 84    | 0     |
| Источник: Nohlen                                       |           |       |       |       |